# Kirchweihschutz
Der Kirchweihschutz war eine mittelalterliche und frühneuzeitliche Rechtsinstitution im Heiligen Römischen Reich (HRR).

## Definition
Beim Kirchweihschutz handelte es sich um ein Beaufsichtigungsrecht, das der Friedenswahrung bei Kirchweihfeierlichkeiten oder an den Patroziniumsfesten der Pfarreien diente. Das Unterbinden tätlicher Auseinandersetzungen spielte dabei jedoch nur vordergründig eine Rolle, tatsächlich ging es vor allem um eine Machtdemonstration, um die über das Dorf geltend gemachte Dorfherrschaft zur Schau stellen zu können. Denn im schwäbisch-fränkischen Raum des HRR war der Kirchweihschutz neben der Vogteilichkeit und der Dorf- und Gemeindeherrschaft (DGH) eines der wichtigsten  Regalien (also staatliches Hoheits- oder Herrschaftsrecht), um die Landeshoheit über eine Dorfmarkung erfolgreich beanspruchen zu können. Ausgeübt wurde der Kirchweihschutz in der Regel von demjenigen Vogteiherrn, der die Dorf- und Gemeindeherrschaft innehatte. Es gab jedoch auch Fälle, in denen das durch ortsfremde Vogteiherrn erfolgte.
An Tagen, an denen der Kirchweihschutz in einem Dorf ausgeübt wurde, galt ein besonderes „Friedgebot“. Dieses wurde in feierlicher Form verkündet und durch das Aufstecken eines mit dem Wappen des die DGH ausübenden Vogteiherrn versehenen Hoheitszeichens (dem sogenannten „Kleinodt“) kenntlich gemacht. Neben der Zurschaustellung machtpolitischer Ambitionen fiel dem Kirchweihschutz auch eine wichtige Rolle als Quelle finanzieller Einkünfte zu, wie etwa die aus Stand- und Schankgeldern stammenden Einnahmen.

## Geschichte
Ursprünglich war der Kirchweihschutz ein Sicherheitsdienst gewesen, der durch nicht am Ort ansässige (und somit unabhängige) Obrigkeitsorgane des Kirchenpatrons ausgeübt wurde. Aufgrund seiner wichtigen Rolle als Herrschaftsinstrument bildete die Beanspruchung des Kirchweihschutzes ein vielfach umkämpftes Streitobjekt im HRR. Eine dieser Auseinandersetzungen führte dazu, dass im Fall von Küps der Konflikt 1627 bis zum Reichskammergericht vorgebracht wurde. Bereits im Jahr 1502 war der Streit um den Kirchweihschutz in dem heute nicht mehr existierenden Wallfahrtsort Affalterbach militärisch eskaliert und hatte zur Schlacht im Wald geführt. In diesem für beide Seiten verlustreichen Aufeinandertreffen hatte eine Streitmacht der Reichsstadt Nürnberg gegenüber den Truppen des Markgraftums Brandenburg-Kulmbach eine schwere Niederlage hinnehmen müssen.